# Rosa Ventura Alemany
Rosa Ventura Alemany és una farmacèutica catalana especialista en antidopatge, directora del Laboratori Antidopatge de Catalunya.
Llicenciada en Farmàcia per la Universitat de Barcelona, Rosa Ventura es va doctorar l'any 1994 a la Universitat de Barcelona, amb la tesi Desenvolupament de procediments analítics per a la detecció de substàncies d'utilització prohibida en l'esport.
Les seves contribucions al control antidopatge la van fer mereixedora l'any 2003 del premi Manfred Donike Memorial Award, Scientific Excellence in Dope Analysis, atorgat per la Universitat de Colònia.
L'any 2015 va substituir al doctor Jordi Segura, que es jubilava, com a directora del Laboratori de Control Antidopatge de l'Institut Hospital del Mar d'Investigacions Mèdiques, un dels dos laboratoris espanyols acreditats per l'Agència Mundial Antidopatge, des d'on coordina el Grup de Recerca en control del dopatge a l'esport. El Laboratori va passar a anomenar-se Laboratori Antidopatge de Catalunya a partir de l’any 2017. Com a directora de la institució, ha estat responsable del control dels Jocs Mediterranis de Tarragona de 2018, va aconseguir l'aprovació el 2019 com a APMU (Unitat de Gestió dels Passaports dels Atletes), i la recerca desenvolupada en el Laboratori és la base científica de les noves regles sobre l’ús de glucocorticoides en l’esport de l’Agència Mundial Antidopatge.
Rosa Ventura és membre de diversos comitès d’experts de l'Agència Mundial Antidopatge. Des de 2010, forma part de la junta de la Sociedad Española de Espectrometría de Masas.